# Ecce homo

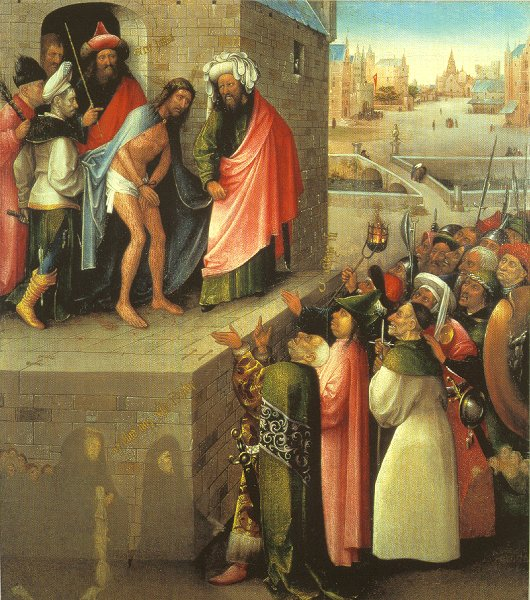
Ecce Homo (Hieronymus Bosch, mezi lety 1470–1486

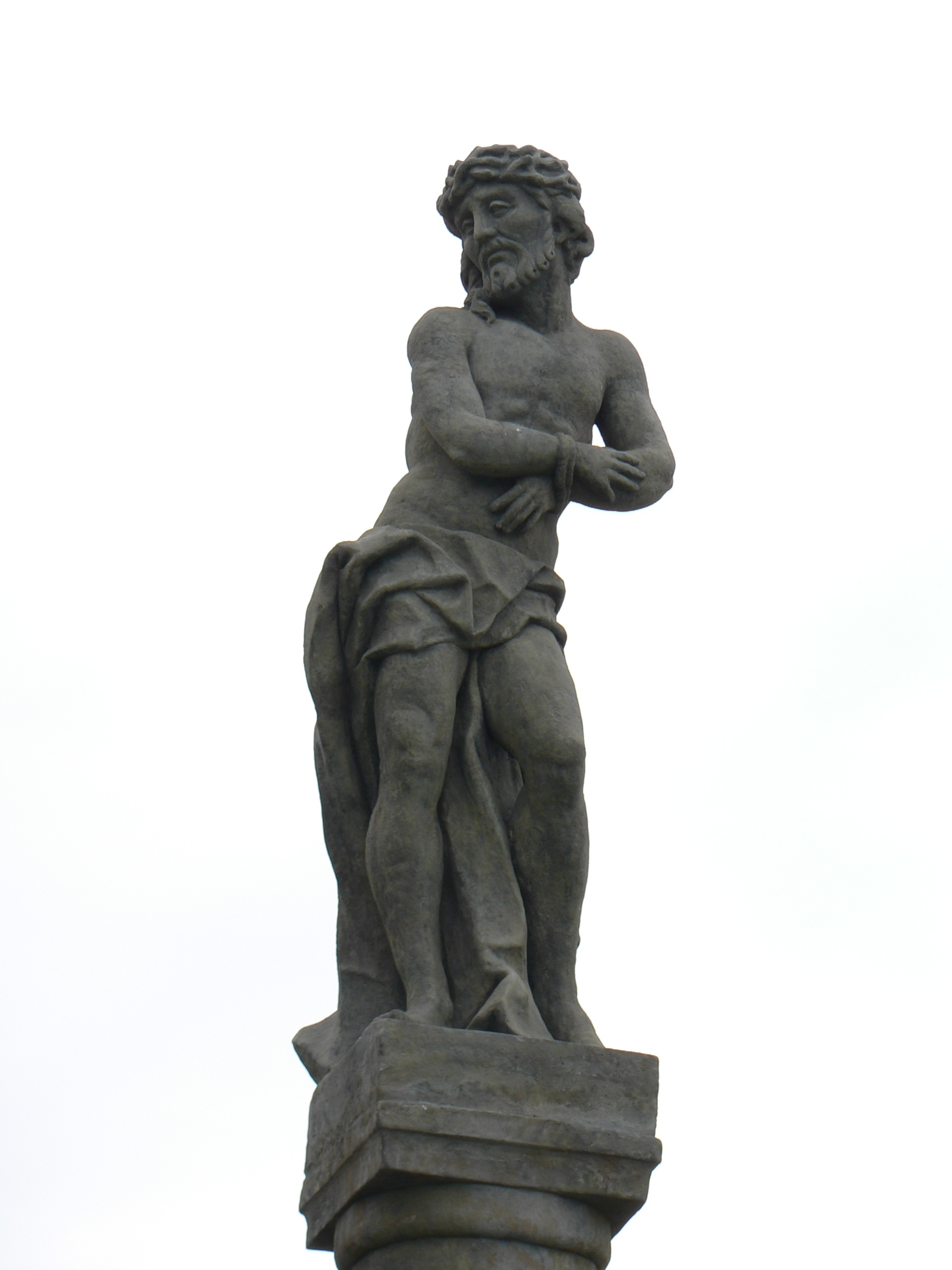
Ecce homo – rokoková socha na sloupu u Lukové

Ecce homo je motiv výtvarného umění spočívající ve znázornění zbičovaného a trny korunovaného Ježíše Krista. Tato znázornění jsou zpravidla buďto malířská (obrazy), nebo sochařská (plastiky, skulptury). Latinská slova Ecce homo znamenají „Ejhle (Hleďte, Tu je..) člověk“ a podle Janova evangelia je pronesl Pilát Pontský k davu, kterému zmučeného Ježíše nechal ukázat.

## Způsob zobrazení
Ježíš je zachycen v purpurovém plášti, s trnovou korunou na hlavě, třtinou v ruce, se stopami bičování na těle, ale bez ran po hřebech (rozdíl od zobrazení Misericordia či Bolestný Kristus). Pilát Pontský stojí na vyvýšeném místě a ukazuje zmučeného Ježíše kněžím nebo lidu (z okna nebo balkónu se dívá Pilátova žena Prokula). Ježíš má někdy spoutané ruce.
Výjev Ecce homo bývá součástí diptychu společně s výjevem Panny Marie Bolestné.

## Příklady ve výtvarném umění
Některá díla zachycují tyto seznamy:

### Sochy a sousoší
V České republice je registrováno nejméně 22 památkově chráněných soch s výjevem Ecce homo:
- Čížkovice (okres Litoměřice) – foto
- Doksany (okres Litoměřice) – socha před klášterem
- Dolní Zálezly (okres Ústí nad Labem) – socha u silnice nad tratí
- Evaň (okres Litoměřice)
- Hrabětice (okres Znojmo)
- Chlumec (okres Ústí nad Labem) – socha u čp. 16
- Chrámce (okres Most) – sloup se sochou v zahradě u zámku
- Chrudim – foto, společně se sochou Mater Dolorosa před kostelem sv. Michaela
- Kaštice (okres Louny) – plastika na kašně – foto
- Krompach (okres Česká Lípa) – sloup se sochou
- Libáň (okres Jičín)
- Liberk (okres Rychnov nad Kněžnou) – na návsi
- Olešná (okres Rokycany) – originál v kapli, kopie na blízkém sloupu; původně u dvora Zavadilka v obci Liblín
- Luková (okres Ústí nad Orlicí) – socha na sloupu u cesty na Lanškroun, rokoková práce z roku 1749
- Močidlec (okres Karlovy Vary)
- Oslavany (okres Brno-venkov) – ve svahu pod kostelem
- Pecka (okres Jičín) – u bývalého pivovaru
- Raná (okres Louny) – foto
- Senice na Hané (okres Olomouc)
- Šternberk (okres Olomouc) –  socha na sloupu
- Vysoké Březno (okres Most) – socha se sochou Panny Marie Bolestné na návsi
- Žamberk okres (Ústí nad Orlici) - Kaple Pod Suticí
- Žalany (okres Teplice) – socha na sloupu
- Žim (okres Teplice)

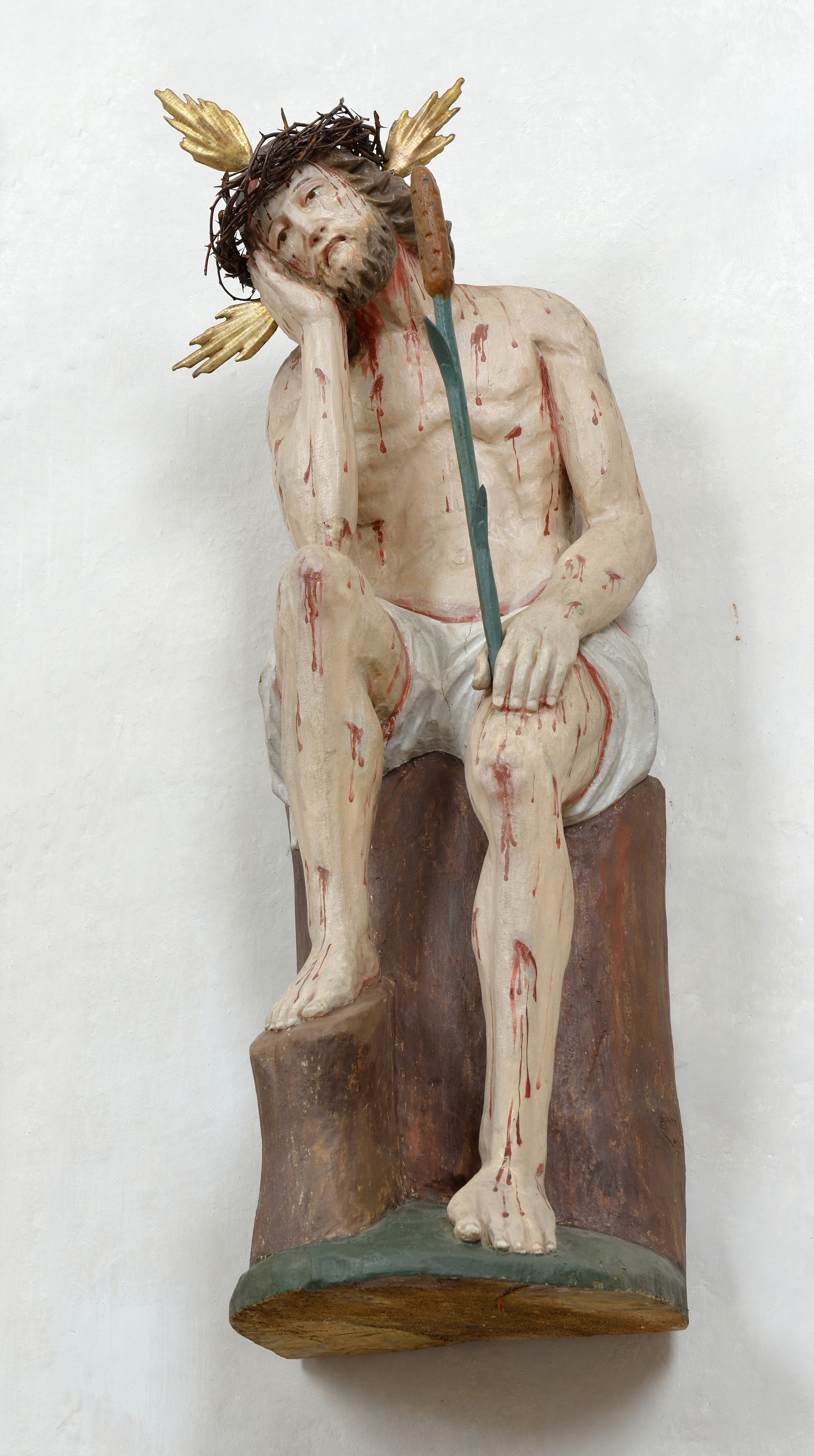
Dřevěná polychromovaná socha, kostel sv. Mořice, Villanders, Itálie

Další sochy nejsou dnes památkově chráněné:
- Bečov (okres Most) – před dvorem u benzinové pumpy
- Horažďovice – pomník v polích
- Chlum Svaté Maří (okres Sokolov)
- Praha, areál strahovského kláštera
- Skupice (okres Louny)
- Svitavy
- Velemín (okres Litoměřice)
- Zborná (okres Jihlava)
- Lipina (okres Olomouc) - sloup se sochou Krista nesoucího kříž. Socha je asi z roku 1746, naposled opravena v r.1936.
- Moravský Beroun-Čabová (okres Olomouc) – barokní sloup se sochou sedícího Krista z r. 1710 v lese u silnice mezi Čabovou a Dvorci
- Žamberk okres (Ústí nad Orlici) - kostel sv. Václava

### Malířství
- Antonello da Messina - Ecce homo (mezi 1470-1475)
- Hieronymus Bosch – Ecce homo (mezi 1470-1486)
- Quentin Massys – Ecce homo (kolem 1520)
- Tintoretto – Ecce Homo (1546-1547)
- Caravaggio – Ecce homo (1606)
- Tizian – Ecce Homo
- Rembrandt – Ecce Homo (1652)